# Albero Alto
Albero Alto (en aragonés Albero d'Alto) es un municipio de la provincia de Huesca (España) que pertenece a la comarca Hoya de Huesca. Su distancia a Huesca es de 13 km por la A-131 y se sitúa en llano al pie de un monte de poca altura pero muy escabroso.

## Historia
Durante el siglo XII la población tenía una importancia estratégica considerable debido a su posición que posibilitaba la vigilancia de los caminos entre Sariñena y Huesca y formaba parte de la cadena de fortalezas de la parte occidental del Somontano junto con Montearagón, Piracés y Tramaced.
Entre el 1118 y 1136 aparece como tenente de la población Lope Fortuñones de Albero, siendolo después su madre Lopa, viuda de Fortun Sánchez de Lasaosa tenente a su vez de Ara, Bailo, Olsón y Peña entre 1083-1093.

## Administración y política
| Período   | Alcalde                     | Partido |  |
| --------- | --------------------------- | ------- |  |
| 1979-1983 | Francisco Mendoza Losfablos | UCD     |  |
| 1983-1987 |                             |         |  |
| 1987-1991 |                             |         |  |
| 1991-1995 |                             |         |  |
| 1995-1999 | Joaquín Val Gabarre         | PP      |  |
| 1999-2003 | Joaquín Val Gabarre         | PP      |  |
| 2003-2007 | Ramón Lorenzo Ferrando Orús | PSOE    |  |
| 2007-2011 | Ramón Lorenzo Ferrando Orús | PSOE    |  |
| 2011-2015 | Ramón Lorenzo Ferrando Orús | PSOE    |  |
| 2015-2019 | Ramón Lorenzo Ferrando Orús | PSOE    |  |

| Partido político    | Partido político                                   | 2003   | 2007   | 2011   | 2015   |
| Partido político    | Partido político                                   | Ediles | Ediles | Ediles | Ediles |
|                     | Partido de los Socialistas de Aragón (PSOE-Aragón) | 3      | 4      | 4      | 4      |
|                     | Partido Popular de Aragón (PP)                     | 2      | 1      | 1      | 1      |
| Total de concejales | Total de concejales                                | 5      | 5      | 5      | 5      |

## Demografía
Albero Alto cuenta con una población de 128 habitantes (INE 2024).
| Gráfica de evolución demográfica de Albero Alto entre 1842 y 2021                                                   |
| |
| Población de derecho según los censos de población del INE Población de hecho según los censos de población del INE |

| 1900 | 1910 | 1930 | 1940 | 1950 | 1960 | 1970 | 1981 | 1986 | 1992 | 1999 | 2004 |
| ---- | ---- | ---- | ---- | ---- | ---- | ---- | ---- | ---- | ---- | ---- | ---- |
| 375  | 379  | 302  | 245  | 238  | 183  | 159  | 131  | 120  | 105  | 99   | 114  |

## Fiestas
- Día 11 de mayo
- Día 9 de septiembre: fiestas en honor a la Virgen de la Natividad.

## Lugares de interés
- Castillo de Corvins